# Percy Clifford
Percy C. Clifford fue un futbolista y entrenador inglés. Fue parte de los ingleses que emigraron a México, ya que en 1900 el general Porfirio Díaz otorgó diversas concesiones a empresas británicas. Fue entrenador del Club América de 1926 a 1929. 

## Palmarés

### Como jugador
| Título        | Club         | País   | Año     |
| ------------- | ------------ | ------ | ------- |
| Liga Mexicana | British Club | México | 1907-08 |
| Copa Tower    | British Club | México | 1910-11 |

### Como entrenador
| Título                     | Club         | País   | Año     |
| -------------------------- | ------------ | ------ | ------- |
| Primera División de México | Club América | México | 1926-27 |
| Primera División de México | Club América | México | 1927-28 |

### Individuales
- Campeón de goleo (2): 1904-1905 y 1906-1907.

- Datos: Q370604